# Port Racine

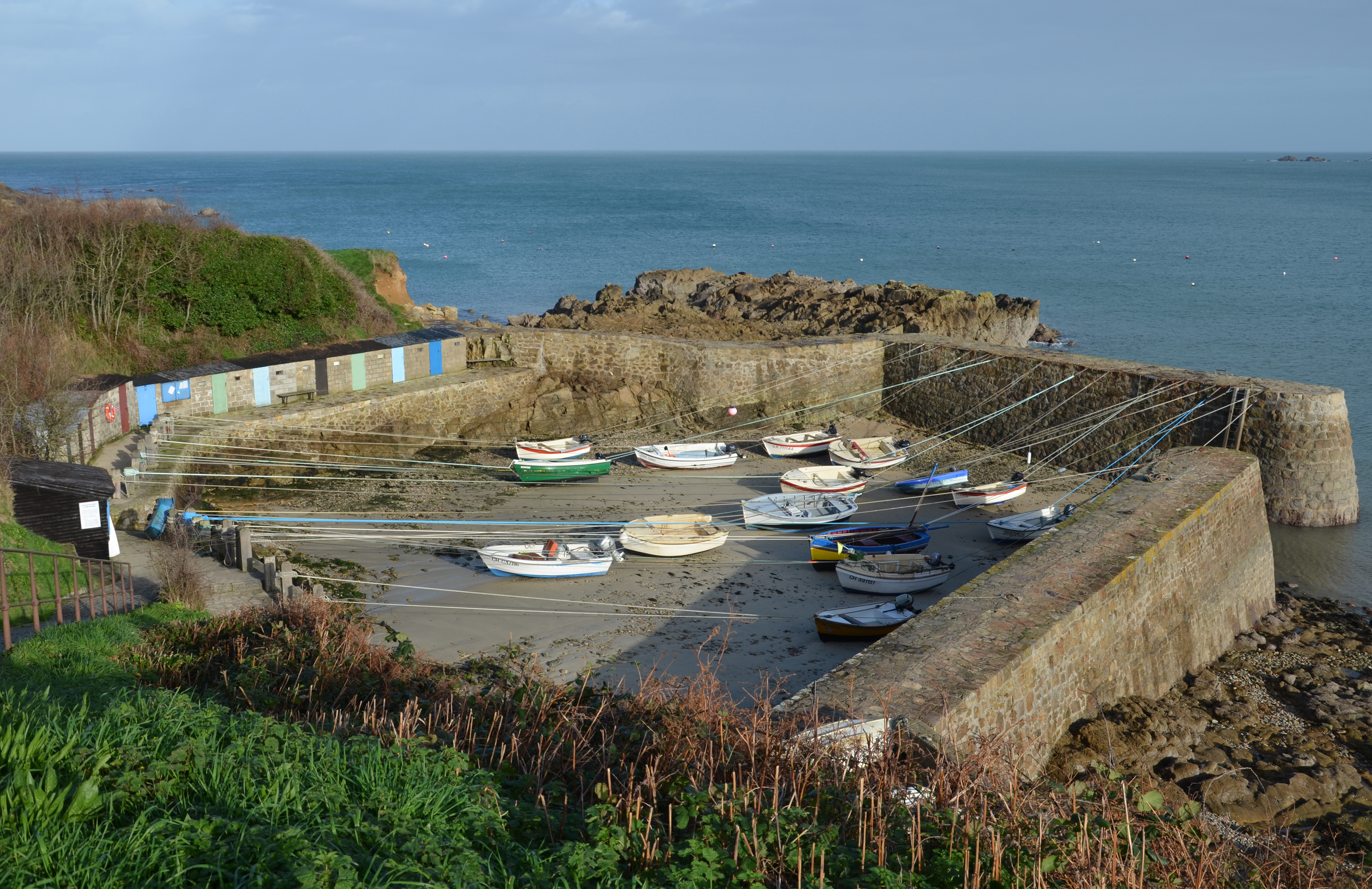
Port Racine

Port Racine ist ein Fischereihafen in der französischen Region Normandie. Der etwa 8 Ar große Hafen gilt als einer der kleinsten Häfen Frankreichs.

## Lage
Port Racine liegt auf der Ostseite der nordwestlichen Spitze der Halbinsel Cotentin im Département Manche. Der Hafen gehört zur Ortschaft Saint-Germain-des-Vaux in der Landschaft La Hague. Das Cap de la Hague liegt knapp 5 km westlich. Die nächstgelegene größere Stadt ist Cherbourg-en-Cotentin etwa 25 km östlich von Port Racine.

## Geschichte
Die Gegend von Port Racine ist seit dem Moustérien (mittlere Altsteinzeit) besiedelt, wie die Überreste mehrerer Wohnstätten aus der Zeit von 80.000 bis 70.000 Jahren belegen, die 1978 von Gérard Vilgrain entdeckt und von 1980 bis 1985 von Dominique Cliquet ausgegraben wurden.
Im 16. Jahrhundert kam Gilles de Gouberville auf seinem Weg zur Insel Alderney am „Stein von Saint-Germain“ im Norden von Port Racine vorbei; wahrscheinlich ist der Granitgipfel der 49 m hohen Klippe des Roche du Var oder Rocher du Var gemeint, der wohl als Tagessichtmarke diente.
Zu Beginn des 19. Jahrhunderts baute der Freibeuter François-Médard Racine dort einen steinernen Steg zum Ankern seiner Schiffe und gab dem kleinen Hafen seinen Namen. Der Pier wurde 1870 ersetzt und 1886 durch einen zweiten ergänzt.